# 919년

## 연호
- 후량(後梁) 정명(貞明) 5년
- 요(遼) 신책(神冊) 4년
- 후백제(後百濟) 정개(政開) 20년
- 고려(高麗) 천수(天授) 2년
- 일본(日本) 엔기(延喜) 19년
- 전촉(前蜀) 건덕(乾德) 원년
- 남한(南漢) 건형(乾亨) 3년
- 양오(楊吳) 무의(武義) 원년

## 기년
- 후량(後梁) 말제(末帝) 7년
- 요(遼) 태조(太祖) 13년
- 신라(新羅) 경명왕(景明王) 3년
- 고려(高麗) 태조(太祖) 2년
- 후백제(後百濟) 견훤(甄萱) 정개 28년
- 발해(渤海) 대인선(大諲譔) 14년

## 사건
- 고려(高麗)가 도읍을 송악(松岳)으로 옮김
- 만월대(滿月臺) 창건

## 탄생
- 1월 29일 - 요나라의 제3대 황제 요 세종. (~951년)

### 미상
- 고려(高麗)의 태자(太子) 왕태(王泰). (~?)
- 중국 당나라의 화가 이성. (~967년)